# کوه کاوانوری
کوه کاوانوری (به زبان ژاپنی 川苔山) یکی از کوه‌های اطراف توکیو در ژاپن است. ارتفاع این کوه ۱۴۷۲ متر است. این کوه جزء کوه‌های اوکوتاما محسوب می‌شود.